# Вишнеградський Іван Олександрович
Іван Олександрович Вишнеградський (4 травня 1893, Санкт-Петербург — 29 вересня 1979, Париж) — російський і французький композитор, один з піонерів чвертьтонової музики.

## Біографія
Син банкіра, онук відомого математика та державного діяча Івана Олексійовича Вишнеградського (1830—1895). Вивчав математику та право. Дебютував як композитор у 1912 році твором «Andante religioso et funèbre» (втрачений). Після 1918 року написав лише кілька композицій в півтонах. У 1920 році переїхав до Парижа. У 1922–1923 роках часто бував в Берліні, подружився там з Алоїсом Хабою, що незалежно від нього теж прийшов до ідеї чвертьтонової музики. В 1937 році він винайшов можливість для виконання фортепіанної чвертьтонової музики, використовуючи два інструменти, настроєні з різницею у чверть тону.
У 1942 році Вишнеградський був заарештований німцями, провів два місяці в таборі в Комп'єні. Останній твір композитора, який замовило йому Радіо-Франс Тріо для струнних, тв.53 (1979) — було завершене учнями. У Франції діє асоціація імені композитора.